# Seira pihulu
Seira pihulu är en urinsektsart som beskrevs av Christiansen och Bellinger 1992. Seira pihulu ingår i släktet Seira och familjen brokhoppstjärtar. Inga underarter finns listade i Catalogue of Life.